# Tenabo (kommun)
Tenabo är en kommun i Mexiko.   Den ligger i delstaten Campeche, i den östra delen av landet, 1 000 km öster om huvudstaden Mexico City. Antalet invånare är 9 050. Arean är 1 058 kvadratkilometer.
Terrängen i Tenabo är platt.
Följande samhällen finns i Tenabo:
- Tenabo
- Emiliano Zapata
- Kankí